# Андраж Кирм
Андраж Кирм (на словенски: Andraž Kirm) е словенски футболист, полузащитник, който играе за Олимпия Любляна.

## Кариера
Кирм е юноша на Шмартно. През 2002 г. преминава в Слован, който е изграден от млади футболисти. През 2004 г. отива в Свобода, където става титуляр. По-късно е привлечен в Домжале, с който за 4 сезона има 127 мача и 22 гола и печели 2 титли и 1 суперкупа. На 2 юли 2009 г. подписва договор за 5 години с полския Висла Краков, където през 2011 г. печели титлата в Екстракласа. На 30 август 2012 г. е трансфериран в холандския Грьонинген, с договор до 2014 г. с опция за още една. С холандците има 58 мача и 4 гола за два сезона. От 2014 г. играе за Омония Никозия.

### Национален отбор
Дебютира за националния отбор на Словения през август 2007 г. в приятелска среща с Черна гора в Подгорица. Във втория си мач, асистира на Миливое Новакович при победата над Люксембург с 3:0 в квалификационен мач за Евро 2008. От тогава се превръща във важен играч за тима, воден от Матяж Кек. Кирм и Новакович са единствените футболисти, участвали във всички квалификации за Световното първенство през 2010 г. На световното взима участие в трите срещи от групата.

## Отличия

### Домжале
- Първа словенска футболна лига (2): 2006/07, 2007/08
- Носител на Суперкупата на Словения (1): 2007

### Висла Краков
- Екстракласа (1): 2010/11